# Byron (Geòrgia)
Byron és una població dels Estats Units a l'estat de Geòrgia. Segons el cens del 2000 tenia 2.887 habitants.

## Demografia
Segons el cens del 2000, Byron tenia 2.887 habitants, 1.061 habitatges, i 829 famílies. La densitat de població era de 191,5 habitants per km².
Dels 1.061 habitatges en un 38,5% hi vivien nens de menys de 18 anys, en un 59,8% hi vivien parelles casades, en un 14,7% dones solteres, i en un 21,8% no eren unitats familiars. En el 18,4% dels habitatges hi vivien persones soles el 7,8% de les quals corresponia a persones de 65 anys o més que vivien soles. El nombre mitjà de persones vivint en cada habitatge era de 2,72 i el nombre mitjà de persones que vivien en cada família era de 3,09.
Per edats la població es repartia de la següent manera: un 28,6% tenia menys de 18 anys, un 7,7% entre 18 i 24, un 31,6% entre 25 i 44, un 23,1% de 45 a 60 i un 9,1% 65 anys o més.
L'edat mediana era de 34 anys. Per cada 100 dones de 18 o més anys hi havia 85,3 homes.
La renda mediana per habitatge era de 45.691 $ i la renda mediana per família de 51.051 $. Els homes tenien una renda mediana de 36.134 $ mentre que les dones 26.250 $. La renda per capita de la població era de 18.811 $. Entorn del 8,5% de les famílies i l'11,5% de la població estaven per davall del llindar de pobresa.

## Poblacions més properes
El següent diagrama mostra les poblacions més properes.